# Вера Терзиева Троячанец
Вера Терзиева Троячанец (на македонска литературна норма: Вера Терзиева Тројачанец) е видна юристка от Република Македония, член на Конституционния съд на страната от 1989 до 1994 година.

## Биография
Председател е на Републиканския съвет по законодателство и организация в Изпълнителния съвет на Събранието на Македония от 1982 до 1986 година. В следващия Изпълнителен съвет (правителство) от 28 април 1986 до 20 март 1991 година е също Председател е на Републиканския съвет по законодателство и организация.
От 1989 до 1994 година е конституционна съдийка. В 1994 година е избрана в Съдебния съвет на Република Македония.